# Coppa di Francia 1979-1980
La Coupe de France 1979-1980 fu la 63ª edizione del torneo.

## Trentaduesimi di finale
| Squadra 1           | Risultato       | Squadra 2           |
| ------------------- | --------------- | ------------------- |
| Monaco              | 3 - 1           | Béziers             |
| Orléans             | 2 - 1 (dts)     | Nœux-les-Mines      |
| Montpellier         | 4 - 1           | INF Vichy           |
| Paris FC            | 2 - 1 (dts)     | Belfort             |
| Sochaux             | 2 - 1           | Thionville          |
| Angoulême           | 0 - 0 (4-2 dcr) | Olympique Lione     |
| Saint-Étienne       | 4 - 0           | AS Saint-Médard     |
| Auxerre             | 2 - 1           | FC Libourne         |
| Lilla               | 3 - 0           | Gazélec Ajaccio     |
| Besançon            | 1 - 0           | Nancy               |
| Lens                | 0 - 0 (6-5 dcr) | Abbeville           |
| Rennes              | 2 - 0           | Laval               |
| Valenciennes        | 1 - 1 (4-3 dcr) | Limoges             |
| Stade Reims         | 2 - 0           | RC France           |
| Nizza               | 1 - 0           | Valence             |
| Metz                | 2 - 0           | Chaumont            |
| Martigues           | 1 - 0           | Bastia              |
| Montagnarde         | 1 - 0           | Angers              |
| Mulhouse            | 2 - 0           | Pierrots Vauban     |
| Stade Quimpérois    | 5 - 1           | UES Montmorillon    |
| Nîmes               | 5 - 1           | Tolosa              |
| Olympique Avignone  | 1 - 1 (6-5 dcr) | Olympique Norcap    |
| Rouen               | 2 - 0           | Châteauroux         |
| Calais RUFC         | 1 - 0           | Dunkerque           |
| Nantes              | 4 - 1           | Tours               |
| Cannes              | 1 - 1 (4-2 dcr) | Olympique Marsiglia |
| Paris Saint-Germain | 2 - 0           | AS Creil            |
| Le Havre            | 2 - 1           | Bordeaux            |
| Guingamp            | 2 - 0           | Vannes              |
| Olympique Alès      | 3 - 2 (dts)     | Tolone              |
| Strasburgo          | 4 - 0           | Montluçon           |
| Fontainebleau       | 2 - 1           | Brest               |

## Sedicesimi di finale
| Squadra 1           | Totale | Squadra 2     | Andata | Ritorno     |
| ------------------- | ------ | ------------- | ------ | ----------- |
| Lilla               | 3 - 1  | Nantes        | 1 - 0  | 2 - 1       |
| Paris Saint-Germain | 1 - 3  | Lens          | 0 - 2  | 1 - 1       |
| Nîmes               | 1 - 2  | Sochaux       | 1 - 1  | 0 - 1       |
| Nizza               | 2 - 1  | Strasburgo    | 2 - 0  | 0 - 1       |
| Guingamp            | 1 - 4  | Valenciennes  | 1 - 2  | 0 - 2       |
| Martigues           | 3 - 8  | Monaco        | 1 - 3  | 2 - 5       |
| Rouen               | 2 - 8  | Saint-Étienne | 0 - 4  | 2 - 4       |
| Fontainebleau       | 1 - 2  | Metz          | 0 - 0  | 1 - 2       |
| Stade Quimpérois    | 1 - 4  | Paris FC      | 1 - 2  | 0 - 2       |
| Olympique Alès      | 0 - 5  | Stade Reims   | 0 - 1  | 0 - 4       |
| Montpellier         | 6 - 3  | Mulhouse      | 4 - 0  | 2 - 3       |
| Olympique Avignone  | 0 - 1  | Angoulême     | 0 - 0  | 0 - 1       |
| Cannes              | 1 - 2  | Besançon      | 1 - 1  | 0 - 1       |
| Rennes              | 2 - 2  | Le Havre      | 0 - 0  | 2 - 2 (dts) |
| Auxerre             | 6 - 1  | Calais RUFC   | 1 - 0  | 5 - 1       |
| Orléans             | 6 - 0  | Montagnarde   | 3 - 0  | 3 - 0       |

## Ottavi di finale
| Squadra 1     | Totale | Squadra 2   | Andata | Ritorno |
| ------------- | ------ | ----------- | ------ | ------- |
| Valenciennes  | 2 - 3  | Sochaux     | 2 - 0  | 0 - 3   |
| Saint-Étienne | 6 - 3  | Nizza       | 4 - 1  | 2 - 2   |
| Monaco        | 4 - 2  | Lilla       | 4 - 0  | 0 - 2   |
| Lens          | 5 - 6  | Montpellier | 5 - 4  | 0 - 2   |
| Metz          | 2 - 3  | Auxerre     | 2 - 2  | 0 - 1   |
| Rennes        | 2 - 4  | Paris FC    | 2 - 0  | 0 - 4   |
| Angoulême     | 2 - 1  | Stade Reims | 2 - 0  | 0 - 1   |
| Orléans       | 3 - 1  | Besançon    | 1 - 0  | 2 - 1   |

## Quarti di  finale
| Squadra 1   | Totale | Squadra 2     | Andata | Ritorno     |
| ----------- | ------ | ------------- | ------ | ----------- |
| Sochaux     | 1 - 1  | Monaco        | 1 - 0  | 0 - 1 (dts) |
| Montpellier | 1 - 1  | Saint-Étienne | 0 - 0  | 1 - 1       |
| Angoulême   | 3 - 5  | Orléans       | 2 - 0  | 1 - 5       |
| Paris FC    | 3 - 1  | Auxerre       | 1 - 1  | 2 - 0       |

## Semifinali
| Squadra 1 | Totale | Squadra 2   | Andata | Ritorno     |
| --------- | ------ | ----------- | ------ | ----------- |
| Monaco    | 6 - 3  | Montpellier | 2 - 1  | 4 - 2 (dts) |
| Orléans   | 4 - 3  | Paris FC    | 3 - 1  | 1 - 2       |

## Finale
| Squadra 1 | Risultato | Squadra 2 |
| --------- | --------- | --------- |
| Monaco    | 3 - 1     | Orléans   |

| Arbitro: | Georges Konrath |

| |            | |
| Roger Marette 6’ (aut.) Albert Emon 47’ Delio Onnis 66’ | Marcatori  | 24’ Roger Marette |
| Jean-Luc Ettori Daniel Zorzetto Alfred Vitalis Bernard Gardon Alain Moizan Didier Christophe Christian Dalger Jean Petit Delio Onnis Roger Ricort (puis, Roger Milla, 55') Albert Emon (puis Thierry Ninot, 78') | Formazioni | Patrick Viot Pascal Drouet Yannick Plissonneau André Bodji Jacky Lemée Bruno Germain Roger Marette (puis Jacques Froissart, 81') Michel Albaladéjo Ante Hamerschmit (puis Philippe Helbert, 81') Joseph Loukaka Loïc Berthouloux |
| Gérard Banide | Allenatori | Jacky Lemée |